# Nadzór nad rynkiem finansowym w Polsce
Nadzór nad rynkiem finansowym w Polsce obejmuje nadzór bankowy, nadzór emerytalny, nadzór ubezpieczeniowy, nadzór nad rynkiem kapitałowym, nadzór nad instytucjami pieniądza elektronicznego, nadzór nad agencjami ratingowymi, nadzór nad instytucjami płatniczymi i biurami usług płatniczych oraz nadzór uzupełniający. 
Celem nadzoru nad rynkiem finansowym jest zapewnienie prawidłowego funkcjonowania tego rynku, jego stabilności, bezpieczeństwa oraz przejrzystości, zaufania do rynku finansowego, a także zapewnienie ochrony interesów uczestników tego rynku.
Nadzór finansowy w Polsce pierwotnie sprawowany był przez wyspecjalizowane organy nadzoru:
- w zakresie nadzoru bankowego: przez Prezesa Narodowego Banku Polskiego, a w latach 1997-2007 przez Komisję Nadzoru Bankowego, której organem wykonawczym był wchodzący w skład struktury Narodowego Banku Polskiego Generalny Inspektorat Nadzoru Bankowego,
- w zakresie nadzoru emerytalnego: przez Urząd Nadzoru nad Funduszami Emerytalnymi,
- w zakresie nadzoru ubezpieczeniowego: pierwotnie przez Ministra Finansów, następnie od 1996 przez Ministra Finansów w zakresie nadzoru licencyjnego i przez Komisję Nadzoru Finansowego w zakresie bieżącego nadzoru nad działalnością zakładów ubezpieczeń,
- w zakresie nadzoru nad rynkiem kapitałowym: przez Komisję Papierów Wartościowych (1991), która od 1997 nosiła nazwę Komisja Papierów Wartościowych i Giełd.

Ze względu na instrumenty wymiany informacji między poszczególnymi organami nadzoru nadzór ten był określany, jako nadzór skonsolidowany.
Integracja organów nadzoru nad rynkiem finansowym rozpoczęła się w 2002, kiedy zlikwidowano Urząd Nadzoru nad Funduszami Emerytalnymi i Państwowy Urząd Nadzoru Ubezpieczeń, a utworzono Komisję Nadzoru Ubezpieczeń i Funduszy Emerytalnych, integrując w ten sposób nadzór emerytalny i ubezpieczeniowy. W ramach Urzędu Komisji Nadzoru Ubezpieczeń i Funduszy Emerytalnych pierwotnie wprowadzono strukturę organizacyjną opartą na kryteriach podmiotowych, następnie podjęto próbę budowy struktury organizacyjnej opartej na kryteriach funkcjonalnych, by ostatecznie powrócić do struktury organizacyjnej opartej na kryteriach podmiotowych. Po uchwaleniu w 2003 nowych ustaw dotyczących rynku ubezpieczeniowego przeniesiono uprawnienia licencyjne w ramach nadzoru ubezpieczeniowego z Ministra Finansów na Komisję Nadzoru Ubezpieczeń i Funduszy Emerytalnych. Poza strukturami Komisji Nadzoru Ubezpieczeń i Funduszy Emerytalnych pozostał Rzecznik Ubezpieczonych. 
Komisja Nadzoru Ubezpieczeń i Funduszy Emerytalnych miała także zastąpić Urząd Nadzoru Ubezpieczeń Zdrowotnych w nadzorze nad kasami chorych, jednak ostatecznie w związku z likwidacją kas chorych i powołaniem Narodowego Funduszu Zdrowia nie doszło do tego.
W 2006 dokonano dalszej integracji nadzoru nad rynkiem finansowym – zlikwidowano Komisję Papierów Wartościowych i Giełd oraz Komisję Nadzoru Ubezpieczeń i Funduszy Emerytalnych, tworząc w ich miejsce nowy organ nadzoru zintegrowanego Komisję Nadzoru Finansowego odpowiedzialny za nadzór emerytalny, ubezpieczeniowy i nad rynkiem kapitałowym. Przyjęto przy tym konstrukcję regulacji wielostopniowej – regulacja dotycząca organu nadzoru nad rynkiem finansowym zawarta jest w ustawie o nadzorze nad rynkiem finansowym, natomiast regulacje dotyczące nadzoru nad poszczególnymi segmentami rynku finansowego – w ustawach sektorowych, w tym w ustawie o nadzorze nad rynkiem kapitałowymi i nadzorze ubezpieczeniowym i emerytalnym oraz o Rzeczniku Ubezpieczonych. Zgodnie z regulacją ustawy o nadzorze nad rynkiem finansowym kolejnym krokiem w integracji nadzoru nad rynkiem finansowym było przeniesienie w 2008 do Komisji Nadzoru Finansowego także nadzoru bankowego i nad instytucjami pieniądza elektronicznego i likwidacja Komisji Nadzoru Bankowego oraz pozostającego dotychczas w strukturach Narodowego Banku Polskiego Generalnego Inspektoratu Nadzoru Bankowego. Komisja Nadzoru Finansowego stała się także organem nadzoru uzupełniającego.
Nadzór zintegrowany rozszerzono następnie o nadzór nad agencjami ratingowymi i nadzór nad instytucjami płatniczymi i biurami usług płatniczych. 
Integracja nadzoru nad rynkiem finansowym spowodowała ujednolicenie zasad jego finansowania – z opłat ponoszonych przez podmioty nadzorowane. Przed integracją koszty nadzoru ponosiły bądź podmioty nadzorowane, jak w przypadku Komisji Papierów Wartościowych i Giełd i Komisji Nadzoru Ubezpieczeń i Funduszy Emerytalnych, budżet Państwa, jak w przypadku Urzędu Nadzoru nad Funduszami Emerytalnymi i Państwowego Urzędu Nadzoru Ubezpieczeń, bądź Narodowy Bank Polski (nadzór bankowy).